# Paul Anastas
Paul T. Anastas (né le 16 mai 1962 à Quincy) est un chimiste, inventeur, auteur, entrepreneur, professeur et fonctionnaire américain. Il est le directeur du Center for Green Chemistry and Green Engineering de l'université de Yale. Auparavant, il était conseiller scientifique de la Environmental Protection Agency ainsi qu'administrateur adjoint de l'Agence pour la Recherche et développement, nommé par le président Barack Obama.

## Carrière
Paul Anastas est largement considéré comme le "père de la chimie verte" pour ses travaux sur la conception et la fabrication de produits chimiques non dangereux et respectueux de l'environnement. Il est également un champion de la science de la durabilité et de l'innovation pour la protection de l'environnement.
Anastas a attiré l'attention du monde entier sur le pouvoir de la conception moléculaire pour aider l'environnement. Il publie des dizaines d'articles ainsi que quinze livres, dont son travail séminal avec son co-auteur John Warner : Green Chemistry: Theory and Practice. Leurs "12 principes de la chimie verte" constituent la base des programmes des lycées, collèges et universités du monde entier et ont considérablement modifié le paysage de l'industrie chimique aux États-Unis et dans d'autres pays. Anastas a attiré l'attention du monde entier sur le pouvoir de la conception moléculaire pour aider l'environnement.
Anastas commence sa carrière en tant que chimiste à l'EPA, où il invente le terme "chimie verte" et lance le premier programme de recherche dans ce domaine. Il a ensuite cofondé le Green Chemistry Institute en 1997 à l'American Chemical Society et travaille au Office of Science and Technology Policy de la Maison Blanche de 1999 à 2004, où il termine son service en tant que directeur adjoint pour l'environnement. M. Anastas est revenu à l'EPA en 2009 en tant qu'administrateur adjoint du bureau de la recherche et du développement (ORD) et conseiller scientifique de l'agence, avant de démissionner de ces postes en février 2012 pour retourner à Yale et se consacrer à sa famille. Dans son rôle d'administrateur adjoint, il s'est efforcé d'inciter les scientifiques, les ingénieurs et les parties prenantes de l'EPA, du gouvernement fédéral et de la communauté scientifique à s'unir autour de l'objectif commun de la durabilité. Il a cofondé la société de fabrication de produits chimiques, P2 Science en 2011, la société de catalyse Catalytic Innovations en 2017, et Inkemia Green Chemicals en 2017. Anastas est actuellement le directeur du Centre pour la chimie verte et l'ingénierie verte de l'université Yale, où il est titulaire de la chaire Theresa et H. John Heinz en chimie de l'environnement.

## Vie antérieure
Anastas est né et grandit à Quincy. Il développe un intérêt pour la science et les questions environnementales après avoir vu les zones humides derrière sa maison d'enfance être rasées et détruites pour un projet de développement. À l'âge de neuf ans, il reçoit un "prix d'excellence" du président Richard Nixon pour ses "réalisations exceptionnelles en matière de protection de l'environnement" pour son essai sur la fondation de l'Agence américaine de protection de l'environnement. Alors qu'il était adolescent à Quincy, Anastas rencontre et développe une amitié étroite avec son collègue John Warner. Le duo a depuis coécrit plusieurs articles et livres scientifiques, dont les 12 principes de la chimie verte. Anastas conserve un accent de Boston perceptible et est un fan inconditionnel de l'équipe de baseball de sa ville natale, les Red Sox de Boston.
Il a une formation de chimiste spécialisé en synthèse organique. Il obtient sa licence en chimie à l'Université du Massachusetts et sa maîtrise et son doctorat en chimie à l'Université Brandeis.

## Presse

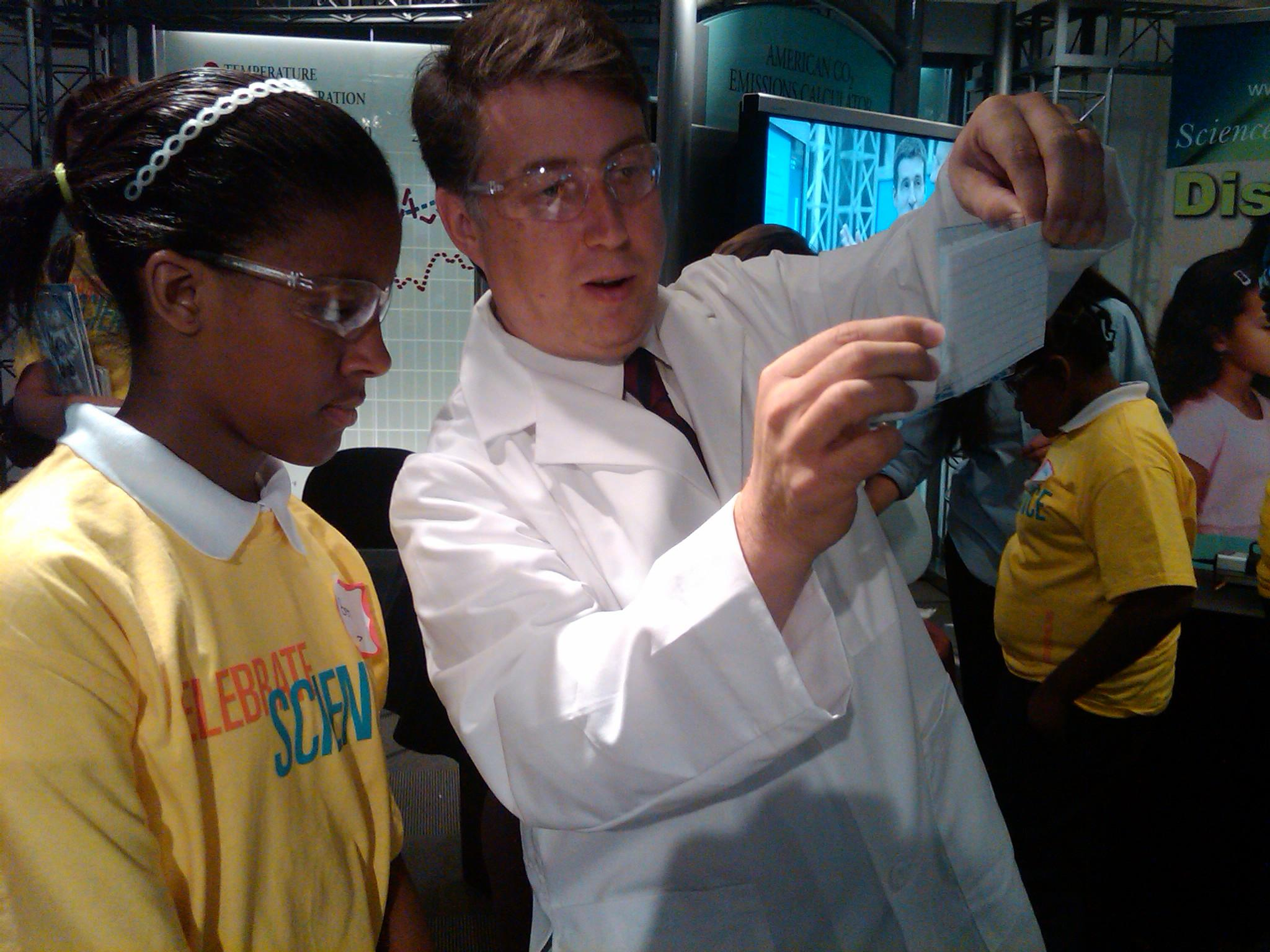
Paul Anastas instruisant un étudiant au Koshland Science Museum. Washington DC, 2010.

Anastas et son travail ont été présentés dans plusieurs médias populaires, notamment :
- Chemical & Engineering News : Paul Anastas and His Crew are Coming to Green Up Your World[15].
- The New York Times : Green Chemistry Guru Charting New Course at EPA[13] : "Green Chemistry Guru Charting New Course at EPA".
- WHYY Radio Times : Paul T. Anastas le père de la chimie verte[16]
- Nature : Chimie : Il n'est pas facile d'être vert[17]
- Yale Scientific : Paul Anastas : A Power Player in the Global Chemical Industry[10]
- Living on Earth : Sustainable Science at EPA[18]
- Marketplace (émission de radio) : EPA Scientist Advocates Green Chemistry[19]
- Chemical & Engineering News : Mr. Sustainability Goes to Washington[12]

## Prise de parole en public

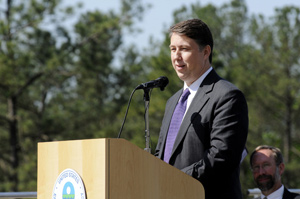
Paul Anastas prenant la parole lors de la Journée de la Terre. Avril, 2010

Anastas est connu pour ses discours publics énergiques et engageants qui incitent les membres de l'auditoire à penser différemment aux défis environnementaux. Ses discours ont été qualifiés de "stimulants" "inspirant" et "optimiste".
- Le sommet du président de l'American College and University Climate Commitment[23].
- La conférence de Joseph Priestley Conférence à la Fondation du patrimoine chimique.
- La Organisation des Nations unies Commission du Développement durable Table ronde[24]
- La conférence sur le développement durable Albemarle Lecture sur la durabilité à l'université d'État de Louisiane[25]
- Le forum sur l'état de l'entreprise verte[26]
- La conférence distinguée Borlaug Conférence à la NC State University[27].

## Récompenses
Anastas est récompensé pour son travail par plusieurs prix, notamment :
- 2021 : Prix Volvo de l'environnement[28].
- 2018 : Doctorat honorifique en sciences, Université du Massachusetts Boston, États-Unis[29].
- 2017 : US Environmental Protection Agency Lifetime Achievement Award[30].
- 2017 : Société italienne de chimie, médaille du sceau d'argent[31].
- 2017 : Sigma Xi Distinguished Lecturer[32].
- 2016 : Association of Environmental Engineering and Science Professors, Prix Frontier in Research[33]
- 2016 : Royal Society of Chemistry, Prix de la chimie verte[34].
- 2016 : Doctorat honorifique en sciences de la chimie, Université McGill, Montréal, Canada[35].
- 2015 : Lectureship Emanuel Merck Prix[36].
- 2012 : Prix Wöhler, Société des chimistes allemands (GDCh)[37].
- 2012 : Edward O. Wilson Biodiversity Technology Pioneer Award[38].
- 2012 : Université Brandeis Alumni Achievement Award[39].
- 2011 : Le prix environnemental Rachel Carson Environmental Award de la Natural Products Association[40]
- 2008 : Le prix annuel Leadership in Science (avec John Warner) du Council of Scientific Society Presidents[41],[42]
- 2007 : Le prix John Jeyes de la Royal Society of Chemistry[42],[43].
- 2006 : Le 12e prix annuel Heinz  pour l'environnement[42],[44],[45]
- 2005 : Le Scientific American 50 Award for Policy Innovation[42],[46]
- 2004 : Le premier prix canadien de la chimie verte[42].
- 2002 : Prix de la société chimique grecque pour ses contributions à la chimie[42].
- 2001 : Reconnu par le président George W. Bush pour "service distingué le 11 septembre 2001", notant son "service dévoué à la Maison Blanche et au bureau exécutif du président après l'attaque sur les États-Unis d'Amérique" alors qu'il servait au bureau de la politique scientifique et technologique de la Maison Blanche.
- 1999 : Le prix Nolan Sommer pour ses contributions remarquables à la chimie[42].
- 1999 : Le prix Joseph Seifter pour l'excellence scientifique[42].
- 1998 : Le Hammer Award[42] pour la réinvention du gouvernement en reconnaissance de son travail dans l'établissement du programme américain de chimie verte.
- 1991 : Prix Point-of-Light du président H.W. Bush pour le service bénévole.

Anastas est professeur spécial à l'Université de Nottingham, et professeur honoraire à université Queen's de Belfast où il a également reçu un doctorat honorifique,.